# لمنیتس
لمنیتس (به آلمانی: Lemnitz) یک شهر در آلمان است که در زاله-ارلا واقع شده‌است. لمنیتس ۴۰۱ نفر جمعیت دارد.